# فؤاد نفاع
فؤاد نفَّاع (وُلِد 1 مارس 1925 - توفي 9 أبريل 2017) كان سياسيًا لبنانيًا ووزير الخارجية السابق ووزير المالية ونائب كسروان في الفترات (1960-1964،1972-1992)، وقد شغل مناصب مجلس الوزراء لوزير الزراعة (مارس - مايو 1972) ووزير المالية (1972-1973) ووزير الشؤون الخارجية (1973-1974)، وكان أيضًا مرشحًا محتملاً للرئاسة في نهاية الثمانينيات.

## النشأة والتعليم
وُلد نافع في زوق مكايل في كسروان في 1 مارس 1925، وتخرج من جامعة القديس يوسف بدرجة البكالوريوس في القانون عام 1946.

## الحياة السياسية
انضم إلى السياسة في عام 1951 وانتُخِب كعضو في البرلمان ممثلًا لكسروان في عام 1960، ثم أعيد انتخابه في عام 1972، وتم تعيينه وزيراً للزراعة في حكومة رئيس الوزراء صائب سلام، ثم عمل وزيراً للمالية في عهد رئيس الوزراء أمين الحافظ (لبنان) في عام 1973، وفيما بعد وزيراً للخارجية في عهد رئيس الوزراء تقي الدين الصلح.

## مهنتة كوزير للخارجية
يتذكر نديم ديمشكي -السفير اللبناني السابق لدى الولايات المتحدة والمملكة المتحدة- في مذكراته الدور الذي لعبه نافع في المؤتمر الإسلامي في كراتشي عام 1972، حيث كتب ديمشكي: «غالبية اللبنانيين يشعرون بالراحة التامة أثناء تعاملهم مع جميع الناس دون النظر إلى اللون أو العرق أو الدين، أتذكر حدثًا وقع في بداية السبعينيات، ففي المؤتمر الإسلامي في كراتشي تغيب الوفد البنجلاديشي بسبب التوتر الشديد الذي عارض دكا في كراتشي، وقرر المؤتمر إرسال وفد برئاسة وزير الخارجية اللبناني بدلاً من ذلك وهو السيد فؤاد نفاع المسيحي الماروني للعب دور الوسيط بين الطرفين المتنازعين، وغني عن القول أن وزيرنا حقق نجاحًا كاملاً في وساطته، ليس هذا هو المثال الوحيد للوساطة الدولية التي يقودها لبنان لكن بقدر ما أتذكر كان هذا هو الأكثر إثارة والأكثر أصالة».
في يوليو عام 1973 قاد نافع وفداً للقاء وزير الخارجية السوري عبد الحليم خدام ورئيس المخابرات العسكرية السورية العقيد حكمت الشهابي.
في يناير من عام 1974 شارك نافع في مهمة خاصة لجامعة الدول العربية إلى أمريكا الجنوبية، حيث سعى لتوضيح موقف مختَلَف الدول بشأن الصراع العربي الإسرائيلي بما في ذلك الصراع في البرازيل، واعتُبِرَت هذه الرحلة مفيدة في قيادة الحكومات الأرجنتينية والبرازيلية والمكسيكية لدعم الحقوق الفلسطينية.
في فبراير عام 1974 شارك نافع في مهمة بقيادة وزير الخارجية الكويتي صباح الأحمد الجابر الصباح والعديد من وزراء الخارجية والسفراء من العالم الإسلامي إلى دكا سعياً إلى مصالحة في اللحظة الأخيرة بين بنغلاديش وباكستان.
في 11 أبريل 1974 وقعت مذبحة كريات شمونة التي قُتِل فيها ثمانية عشر شخصًا في إسرائيل على يد ثلاثة من أعضاء الجبهة الشعبية لتحرير فلسطين، وردت إسرائيل بشَنّ غارات جوية على قرى في جنوب لبنان يُشتبه في أنها تأوي القوات الفلسطينية المغوارة، وبعد ذلك تبَنَّى مجلس الأمن التابع للأمم المتحدة قرارًا في 24 أبريل أدان إسرائيل بسبب انتهاكها للأرض اللبنانية لكنه لم يذكر الهجوم على كريات شمونة، ووفقًا للعديد من الدبلوماسيين الغربيين فإن مسودة نص برعاية القوى الغربية قد ذكرت كريات شمونة، لكن بعد مناقشة المسودة في واشنطن من قبل نافع وهنري كسنجر -وزير الخارجية الأمريكي- تمت إعادتها مع حذف الإشارة، وطبقًا لروبرت كوماموتو كان نافع يضغط على الولايات المتحدة لإيجاد طريقة لتأكيد سلامة أراضي بلاده، وأن كسنجر احتاج دعم من الدول العربية الأخرى للمساعدة في تحفيز المرونة السورية، وقد أوضحت الدول العربية المعتدلة أن الفيتو الأمريكي سيضعف بشدة قدرتها على حث الكبح.
في يونيو 1974 زار فؤاد نفاع الفلبين والتقى بالرئيس فرديناند ماركوس، ثم مُنِحَ وسام السلطان كودارات لجهوده في تعزيز التفاهم بين الفلبين والمؤتمر الإسلامي.

## المعتقدات السياسية
كان مؤمنًا قويًا بالنهج الشهابي كما كان مؤيدًا للقضية الفلسطينية واعتقد أن حل القضية الفلسطينية جزء لا يتجزأ من حل النزاع السياسي اللبناني.
شارك في اتفاق الطائف (1989)، وفي هذا الوقت تم اعتبار دور الرئيس كجزء من الحل لإنهاء الحرب الأهلية في لبنان.
قاطع انتخابات 1992 وانتُخِب بعد ذلك أمينًا عامًا للتجمع الوطني اللبناني الذي أسسه الرئيس أمين الجميل.

## جائزة الموت وبعد الوفاة
توفى نافع عن عمر يناهز 92 عامًا في 9 أبريل 2017، وحصل بعد وفاته على وسام الأرز الوطني وهو أعلى تكريم للبنان على خدماته العظيمة التي قدمها للبلاد لأعمال الشجاعة والإخلاص ذات القيمة الأخلاقية الكبيرة وسنوات في الخدمة العامة، وفي نعي بقلم سمير عطا الله تم الإشادة بـ «نافع» باعتباره «سياسيًا نموذجيًا» ولم يستخدم القوة مطلقًا لخدمة مصالحه الخاصة وقد وصفه عطا الله بأنه «سياسي مخلص ونبيل» وأنه بخسارته «يفقد لبنان نموذجًا يُحتَذَى به في العمل السياسي الصادق».